# Žarko Marjanović
Žarko Marjanović (Jasenica, Mostar 1935.) je hrvatski pjesnik i romanopisac.
Piše književne osvrte i prikaze za Hrvatsko slovo, Podravski zbornik i dr. Pjesme je objavio u čakovečkom Hrvatskom sjeveru i dr.

## Djela
- Tata, što su to zvijezde, pjesme, 1958. (zajedno sa Safetom Hasanovim)
- Ponavljanje ljubavi, pjesme, 1962.
- Uporednici grobnice, 1964.
- Granica ljubavi, pjesme, 1965.
- Suhi osinjak, 1969.
- Vid vidoviti, pjesme, 1970.
- Nail : monstrum iz Raljaša, roman, 1971. (2. dop. izd. 1972.)
- Carski rez: nezahvalna priča, 1972.
- Razlomak vijeka: poema, 1973.
- Likovno proganjanje: slikarstvo Josipa Turkovića, 1975.
- Razdjevičenje, 1977. (2. dop. i nez. izd.: Razdjevičenje 2: pošast diletantizma (1) (sic!) ili Gospodin take, a ja ovako)
- Imenovanje pjesme, 1979.
- Svečanost kamena, 1981.
- Usputnice o Milanu Krmpotiću, 2000.
- Hrvatski grobograd(i), 2006.
- Približavanje Pavlešu, 2006.
- Zlatija, 2011.
- Procvjetale gorčine, 2011.
- Hostija sunca, 2013.
- U ritmu mladosti, 2014.

Zastupljen je u antologijama: 
- Hrvatsko pjesništvo Bosne i Hercegovine: od Lovre Sitovića do danas (sastavljač Veselko Koroman)
- Jezik i hrid: pisana riječ članova DHK HB (prireditelj Zdravko Kordić)
- Jučer bih umro za te, a danas jer te nema (prir. i ur. Mladen Pavković)
- Upamtite Vukovar: hrvatska književnost u Domovinskom ratu: antologija hrvatski pjesnici o Vukovaru  (prir. Miroslav S. Mađer)